# Helgi Daníelsson
Helgi Valur Daníelsson (ur. 13 lipca 1981 w Uppsali) – islandzki piłkarz występujący na pozycji pomocnika. Od 2013 jest zawodnikiem klubu CF Os Belenenses.

## Kariera klubowa
Daníelsson zawodową karierę rozpoczynał w klubie Fylkir. W 2000 roku przeszedł do angielskiego Peterborough United, grającego w Division Two. W Peterborough zadebiutował 24 października 2000 w przegranym 1:2 ligowym meczu z Bristol City. W Peterborough spędził trzy sezony. W tym czasie rozegrał tam 55 ligowych spotkań i zdobył w nich 2 bramki.
W 2003 roku powrócił do Islandii, gdzie podpisał kontrakt ze swoim byłym klubem – Fylkirem Reykjavík. Tym razem był tam podstawowym graczem. W Fylkirze grał przez trzy sezony. W sumie zagrał tam w 52 ligowych meczach i strzelił w nich 4 gole, a najwyższą pozycją wywalczoną w lidze z klubem była czwarta w sezonach 2004 oraz 2005.
W 2006 roku przeszedł do szwedzkiego Östers IF. W pierwszej lidze szwedzkiej zadebiutował 3 kwietnia 2006 w bezbramkowo zremisowanym pojedynku z IFK Göteborg. Pierwszego gola w trakcie gry w lidze szwedzkiej strzelił 14 kwietnia 2006 w przegranym 3:4 pojedynku z IF Elfsborg. W sezonie 2006 zajął z klubem 13. miejsce w lidze i spadł z nim do drugiej ligi. W Östers spędził jeszcze sezon.
W 2008 roku podpisał kontrakt z pierwszoligowym IF Elfsborg. Pierwszy ligowy występ w jego barwach zanotował 30 marca 2008 przeciwko GAIS (1:1). W sezonie 2008 wywalczył z klubem wicemistrzostwo Szwecji. W sezonie 2009 zajął z zespołem 3. miejsce w lidze.
W styczniu 2010 roku przeszedł do niemieckiej Hansy Rostock. W pół sezonu zagrał 12 meczów w lidze, nie strzelając gola. Jego dobra postawa nie uchroniła klubu przed spadkiem do trzeciej ligi niemieckiej. Jak wielu zawodników postanowił odejść z klubu. Bardzo szybko znalazł nowy klub, którym był mistrz Szwecji z sezonu 2009, AIK Fotboll, jednak znajdujący się na 14. miejscu po 14 meczach. Zawodnik zadebiutował w tym klubie 17 lipca 2010 roku w wygranym meczu u siebie 2:0 z Malmö FF.
W 2013 roku przeszedł do CF Os Belenenses.

## Kariera reprezentacyjna
W reprezentacji Islandii Daníelsson zadebiutował w 2001 roku. Był uczestnikiem eliminacji do Mistrzostw Świata 2006 oraz Mistrzostw Europy 2008, jednak na żadne z nich jego reprezentacja nie awansowała. Obecnie powoływany jest do kadry na eliminacyjne mecze Mistrzostw Świata 2010.